# Niegoszów
Niegoszów (deutsch Nitschendorf; vormals Niklasdorf) ist ein Dorf der Landgemeinde Świdnica (Schweidnitz) im Powiat Świdnicki der Woiwodschaft Niederschlesien in Polen. Es liegt etwa acht Kilometer nordöstlich von der Stadt Świdnica (Schweidnitz).

## Geschichte
Nitschendorf war Kämmereidorf von Schweidnitz. 1371 kaufte die Stadt den Nitschendorfer Steinbruch vom Grundherren Kunemann von Pankenberg und Thyme von Rohnau, der die Schölzerei besaß. 1458 gehörte das ganze Dorf Nickel Poßuld von Mesenau, 1459 George und Veronika von Kromer, 1479 Wilhelmus Wilhelm und schließlich seiner Witwe Hedwig, die Nitschendorf 1499 an die Stadt Schweidnitz verkaufte.
Nach dem Ersten Schlesischen Krieg fiel Nitschendorf 1741/42 mit dem größten Teil Schlesiens an Preußen und wurde in den Landkreis Schweidnitz eingegliedert. 1785 zählte das Dorf sechs Bauern, vier Gärtner, acht Häusler und 109 Einwohner. Nitschendorf war evangelisch zur Friedenskirche Schweidnitz und katholisch nach Würben gepfarrt. Nitschendorf gehörte zum Standesamt Wilkau.
Als Folge des Zweiten Weltkriegs fiel Wilkau mit dem größten Teil Schlesiens 1945 an Polen. Nachfolgend wurde es durch die polnische Administration in Niegoszów umbenannt. Die deutschen Einwohner wurden, soweit sie nicht schon vorher geflohen waren, vertrieben. Die neu angesiedelten Bewohner stammten teilweise aus Ostpolen, das an die Sowjetunion gefallen war.